# Herny
Herny là một xã trong vùng Grand Est, thuộc tỉnh Moselle, quận Boulay-Moselle, tổng Faulquemont. Tọa độ địa lý của xã là 48° 59' vĩ độ bắc, 06° 28' kinh độ đông. Herny nằm trên độ cao trung bình là 250 mét trên mực nước biển, có điểm thấp nhất là 225 mét và điểm cao nhất là 303 mét. Xã có diện tích 9,64 km², dân số vào thời điểm 1999 là 394 người; mật độ dân số là 40 người/km².

## Thông tin nhân khẩu
| 1962 | 1968 | 1975 | 1982 | 1990 | 1999 |
| ---- | ---- | ---- | ---- | ---- | ---- |
| 446  | 450  | 450  | 436  | 412  | 394  |